# Paramorphochelus brochus
Paramorphochelus brochus är en skalbaggsart som beskrevs av Marc Lacroix 1997. Paramorphochelus brochus ingår i släktet Paramorphochelus och familjen Melolonthidae. Inga underarter finns listade i Catalogue of Life.